# Lana Condor
Trần Đồng Lan (sinh ngày 11 tháng 5 năm 1997) có tên tiếng Anh là Lana Condor là một nữ diễn viên, nhà sản xuất và ca sĩ người Mỹ gốc Việt. Cô diễn xuất lần đầu với vai diễn Jubilation Lee / Jubilee trong bộ phim siêu anh hùng X-Men: Apocalypse năm 2016 và có vai chính đầu tiên là Lara Jean Covey trong bộ phim năm 2018 của bộ phim To All the Boys I've Loved Before. Cô trở thành sao với vai Koyomi K. trong bộ phim khoa học viễn tưởng Alita: Thiên Thần Chiến Binh (2019), và sẽ đóng vai Saya Kuroki trong bộ phim truyền hình sắp tới của Syfy, Deadly Class.

## Tiểu sử
Trần Đồng Lan được sinh ra ở Cần Thơ, Việt Nam, và lớn lên ở Chicago, Illinois. Cô được nhận nuôi bởi cha mẹ người Mỹ, Mary Carol (nhũ danh Haubold) và Bob Condor, vào ngày 6 tháng 10 năm 1997, cùng với người anh trai không cùng huyết thống của mình, Arthur. Tên Condor lúc sinh là Trần Đồng Lan, nhưng cô đã chịu phép báp têm là Lana Therese Condor sau khi nhận con nuôi. Lan và gia đình cô sinh sống ở Whidbey Island, Washington, và New York City. Cha cô là một nhà báo được đề cử giải Pulitzer hai lần và là cựu phó chủ tịch của Yahoo! Sports. Lan và gia đình cô sống ở Whidbey Island, Washington và Thành phố New York, trước khi định cư ở Santa Monica, California khi cô 15 tuổi.
Lan học múa ba lê lúc còn là đứa trẻ, tập luyện với Joffrey Ballet, Trường dạy nhạc vũ đạo Rock, và nhà hát múa Alvin Ailey American. Cô tiếp tục biểu diễn múa với đoàn Ballet Los Angeles, và cũng được đào tạo tại The Groundlings trong nhà hát ngẫu hứng. Lan đã tham gia các lớp diễn xuất tại Học viện Điện ảnh New York và Nhạc viện Mùa hè Yale dành cho Nam diễn viên, vào năm 2014, là một học giả nhà hát tại Trường Nghệ thuật Mùa hè Tiểu bang California. Là một sinh viên năm nhất trung học, Lan được đào tạo tại trường nghệ thuật biểu diễn chuyên nghiệp ở thành phố New York. Năm 2015, cô tốt nghiệp Học viện Notre Dame ở Los Angeles. Cô đã được nhận vào Đại học Loyola Marymount nhưng hoãn học để theo đuổi sự nghiệp diễn viên.

## Danh sách phim
| Năm  | Tựa                                    | Vai                      | Ghi chú |
| ---- | -------------------------------------- | ------------------------ | ------- |
| 2016 | X-Men: Apocalypse                      | Jubilation Lee / Jubilee |         |
| 2016 | Patriots Day                           | Li                       |         |
| 2018 | To All the Boys I've Loved Before      | Lara Jean Song Covey     |         |
| 2018 | Alita: Thiên Thần Chiến Binh           | Koyomi K.                |         |
| 2019 | Summer Night                           | Lexi                     |         |
| 2020 | To All the Boys: P.S. I Still Love You | Lara Jean Song Covey     |         |
| 2021 | To All the Boys: Always and Forever    | Lara Jean Song Covey     |         |

| Năm  | Tựa               | Vai         | Ghi chú           |
| ---- | ----------------- | ----------- | ----------------- |
| 2017 | High School Lover | Allison     | Television film   |
| 2018 | Deadly Class      | Saya Kuroki | Loạt phim sắp tới |